# Sergij (Telich)
Sergij (rodným jménem: Oleg Andrejevič Telich; * 24. listopadu 1966, Doněck) je ukrajinský duchovní Estonské pravoslavné církve Moskevského patriarchátu a biskup maarduský a vikář tallinnské eparchie.

## Život
Narodil se 24. listopadu 1966 v Doněcku.
Střední školu absolvoval v Makajevce. V letech 1983-1988 studoval stavební inženýrství na Leningradské vyšší vojenské škole. V letech 1988-1990 pracoval jako hlavní inženýr námořní inženýrské služby ve městě Ostrov v Pskovské oblasti. Roku 1990 byl přeložen do estonského Paldiski a roku 1994 se přestěhoval do Tallinnu.
Roku 1991 se nechal pokřtít v Chrámu svatého Alexandra Něvského v Tallinnu.
V letech 2009-2015 studoval v Moskevském duchovním semináři a roku 2016 získal titul na z církevních dějin na Moskevské duchovní akademii.
V březnu roku 2009 byl metropolitou tallinnským a celého Estonska Kornilijem vysvěcen na diakona a 19. prosince roku 2010 na jereje.
V říjnu roku 2011 byl v Pskovsko-pečerském monastýru postřižen na monacha se jménem Sergij k poctě svatého Sergeje Rakverského. Poté začal působit v tallinnském chrámu sv. Alexandra Něvského, kde se stal klíčníkem chrámu a vedoucím kanceláře metropolity.
Dne 27. prosince 2016 byl ustanoven vikářem tallinnské eparchie s titulem biskup maarduský. O den později byl povýšen na archimandritu.
Oficiální jmenování proběhlo 30. prosince 2016. Biskupské svěcení přijal 5. února 2017 v chrámu Krista Spasitele v Moskvě z rukou patriarchy Kirilla.